# Josef Bühler
Josef Bühler (Waldsee, 16 februari 1904 - Krakau, 5 juli 1948) was vanaf 1933 lid van de NSDAP.
Bühler werkte als advocaat in samenwerking met Hans Frank, de advocaat van Adolf Hitler. Toen de nazi's machtiger werden, werd hij plaatsvervangend president van de Duitse academie voor rechten.
Na de invasie in Polen werd Frank gouverneur-generaal van het Gouvernement-Generaal van bezet Polen en Bühler volgde hem naar Krakau. Omstreeks dezelfde tijd kreeg hij door Heinrich Himmler de rang van Brigadeführer toegekend.
Bühler nam op 20 januari 1942 deel aan de Wannseeconferentie als Franks afgevaardigde. Hij wilde de overige conferentieleden ervan overtuigen het 'Joodse probleem' in het Gouvernement-Generaal zo snel mogelijk op te lossen.
Na de oorlog werd Bühler veroordeeld door Polen voor misdaden tegen de menselijkheid. Hij werd veroordeeld tot de doodstraf en in 1948 opgehangen. 

## Familie[3]
Josef Bühler was de zoon van de meesterbakker Friedrich Bühler en zijn vrouw Maria Bühler (geboortenaam Achilles). Hij was het elfde kind uit een gezin van twaalf kinderen. Josef trouwde met Hedwig
Almus (geboren 1920). Het echtpaar kreeg twee kinderen: een dochter (geboren 1943) en een zoon (geboren 1945).

## Lidmaatschapsnummers
- NSDAP-nr.: 1 663 751 (lid geworden 1 april 1933[4])
- SS-nr.:

## Carrière
| Datums        | Staatsdienst        | Allgemeine-SS    |
| ------------- | ------------------- | ---------------- |
| 1933          | Amtsgerichtsrat     | —                |
| Oktober 1934  | Erster Staatsanwalt | —                |
| 1935          | Oberstaatsanwalt    | —                |
| December 1939 | Ministerialdirektor | —                |
| 1939          | —                   | SS-Brigadeführer |
| 8 maart 1940  | Staatssekretär      | —                |